# Westminster (Massachusetts)
Westminster és una població dels Estats Units a l'estat de Massachusetts. Segons el cens del 2000 tenia 6.907 habitants.

## Demografia
Segons el cens del 2000, Westminster tenia 6.907 habitants, 2.529 habitatges, i 1.954 famílies. La densitat de població era de 75,1 habitants/km².
Dels 2.529 habitatges en un 36,9% hi vivien nens de menys de 18 anys, en un 65,8% hi vivien parelles casades, en un 8,1% dones solteres, i en un 22,7% no eren unitats familiars. En el 17,7% dels habitatges hi vivien persones soles el 6,6% de les quals corresponia a persones de 65 anys o més que vivien soles. El nombre mitjà de persones vivint en cada habitatge era de 2,73 i el nombre mitjà de persones que vivien en cada família era de 3,09.
Per edats la població es repartia de la següent manera: un 26,8% tenia menys de 18 anys, un 6,1% entre 18 i 24, un 28,9% entre 25 i 44, un 27,3% de 45 a 60 i un 10,9% 65 anys o més.
L'edat mediana era de 39 anys. Per cada 100 dones de 18 o més anys hi havia 95,4 homes.
La renda mediana per habitatge era de 57.755 $ i la renda mediana per família de 61.835$. Els homes tenien una renda mediana de 45.369 $ mentre que les dones 31.818$. La renda per capita de la població era de 24.913$. Entorn del 3% de les famílies i el 3,1% de la població estaven per davall del llindar de pobresa.